# Štefan pri Trebnjem
Štefan pri Trebnjem – wieś w Słowenii, w gminie Trebnje. W 2018 roku liczyła 161 mieszkańców.